# Natsume Yūjin-chō
Natsume Yūjinchō (japonês: 夏目友人帳, Hepburn: Natsume Yūjin-chō, lit. "Livro dos Amigos de Natsume", também conhecido pelo nome em inglês Natsume's Book of Friends) é uma série de mangá escrito e ilustrado por Yuki Midorikawa, começou a ser serializado em Outubro de 2005 pela Hakusensha na revista LaLa DX, antes de mudar em 2008 para revista LaLa. Em setembro de 2024, a série já somava 31 tankōbon. A série foca em Natsume, um garoto órfão que pode ver espíritos, e herda de sua avó um livro que ela usava para manter os espíritos sobre seu controle. Natsume Yūjinchō foi um dos finalistas para o primeiro Manga Taishō Awards em 2008.
Natsume Yūjinchō foi adaptada em uma série de CDs drama, e foram feitas 3 adaptações de anime pelo estúdio Brain's Base em 2008, 2009 e 2011. A quarta temporada, intitulada Natsume Yūjinchō Shi, foi exibida entre 2 de janeiro a 26 de março de 2012. A quinta temporada iniciou-se em outubro de 2016, intitulada como Natsume Yuujinchou Go. A sexta temporada foi ao ar em abril de 2017.
A sétima temporada do anime está sendo produzida.

## Sinopse
Até aonde ele pode se lembrar, Takashi Natsume foi amaldiçoado pela capacidade de ver espíritos
também chamados de Youkais ou singularmente de Yōkai, um poder herdado de sua avó Reiko. Após a sua morte, Reiko deixa como herança para seu neto, um livro contendo os nomes dos espíritos que Reiko tinha conseguido com suas lutas contra os espíritos (Yōkais) . O Livro dos amigos é um item muito valorizado no mundo dos espíritos, e os espíritos assombram Takashi constantemente. Takashi passa seu tempo à acabar com os contratos e liberar os vários espíritos que vêm a ele para ajudar. Mas, isso não significa que não existam espíritos maliciosos que tentam matá-lo. Que é onde Madara (chamado de Nyanko-sensei por Natsume) chega; Madara serve como guarda-costas e conselheiro de Natsume, no entanto, ele é motivado pelo seu próprio desejo de possuir O Livro dos amigos. Mais tarde, eles começam a se tornar mais ligados.

## Personagens
Takashi Natsume (夏目貴志)
Dublado por: Hiroshi Kamiya (Natsume adolescente) e Ayumi Fujimura (Natsume criança)
O personagem principal que, como sua avó (de quem ele herdou o Livro dos amigos - um livro de contratos, que quando Reiko derrotava um espírito, ela o mandava assinar o nome no livro, que permitia a Reiko o total controle do espírito), Reiko Natsume, pode ver espíritos.
Por causa da forte semelhança Natsume para Reiko, ele é muitas vezes confundido com ela, e perseguido por um espíritos que odeiam Reiko, mas, desejam o livro dos amigos. Ele decidiu dissolver o livro, retornando todos os nomes de seus proprietários. Ele é acompanhado pelo Madara yokai, que ele chama de "Nyanko-sensei" ou às vezes simplesmente "sensei", prometendo-lhe a posse do Livro dos amigos, uma vez que ele está morto.
Natsume é um órfão. Seus pais morreram quando ele era uma criança muito jovem, deixando-o à ser passada de parente para parente por causa de suas tentativas de falar aos outros que consegue ver espíritos. Natsume finalmente vai morar com a família Fujiwara, um casal de meia-idade que são parentes distantes de seus pais. Ele os ama, e não quer causar-lhes problemas, então ele mantém este problema para si mesmo. Ele tem um incrível forte poder espiritual, permitindo a ele bater e machucar um youkai, no entanto, isso faz com que ele cheire "bem" para os yokais, que o tentam devorá-lo.
No anime, ele é mais alegre e bem-humorado, enquanto no mangá, ele é um pouco mais sombrio e mal-humorado. Natsume é descrito por Yuki Midorikawa como "um garoto que está tentando ser uma pessoa amável."
Natsume retorna o nome inscrito no Livro dos Amigos, em primeiro lugar imaginando o espírito em sua mente. O livro vira para a página em que o nome é escrito e Natsume rasga a página, coloca-a em sua boca e a sopra. Natsume só é capaz de fazer isso porque ele é parente de sangue de Reiko. O custo de liberar o nome, no entanto, é a energia Natsume que é completamente descarregada no processo. Natsume também pode ver as memórias de um yokai quando ele libera o seu nome.
Madara (斑) / Nyanko-sensei (ニャンコ先生)
Dublado por: Kazuhiko Inoue
Madara foi selado em um santuário até que ele foi acidentalmente solto por Natsume. Madara ficou preso em uma forma material por tanto tempo que assume a forma de um Maneki Neko (gato de sorte), levando Natsume ao apelido dele Nyanko-sensei. Nesta forma, outras pessoas podem vê-lo, levando Natsume a ter que pedir aos seus guardiões se poderia mantê-lo como animal de estimação. Ele é um poderoso yokai, que protege Natsume dos outros e lhe ensina alguns "feitiços", em troca da promessa de Natsume para dar-lhe o Livro dos amigos, quando ele morrer. Que muitas vezes lutam entre si, o que leva a Natsume a socar o seu rosto e nocauteá-lo. Mas como a história avança, Madara começa a gostar de Natsume. Apesar de seus protestos de não ser um gato, ele gosta de brincar com os brinquedos do gato. Nyanko é baseado em uma estátua de gato da sorte que Yuki Midorikawa ganhou quando era criança.
Reiko Natsume (夏目レイコ)
Dublado por: Sanae Kobayashi
Avó de Natsume, é de quem ele herdou a habilidade de ver espíritos. Reiko quando era jovem, ela era considerada uma aberração por todos à sua volta por causa de sua habilidade. Ela acreditava que nenhum ser humano poderia entendê-la. Reiko foi extraordinariamente poderosa, e assim ela intimidava espíritos para obedecer a ela por lutar (ou jogar) com eles. Se eles perdessem, ela os forçava a dar-lhes seus nomes. Reiko reuniu os nomes para o Livro dos amigos, e ordenou a maioria dos espíritos, incluindo Madara. Madara menciona que ela tinha maus modos à mesa e sempre foi muito esquecida. Reiko morreu quando era jovem, para que ninguém se lembrasse dela.
Kaname Tanuma (田沼要)
Dublado por: Kazuma Horie
Outro estudante que havia se mudado recentemente para a área. Ele está quase sempre doente e muito é muito fraco à doenças.  Como Natsume, ele é capaz de detetar espíritos, mas em um grau menor, limitado a ver apenas sombras e a sentir ligeira presença de espíritos. Ele quer ajudar Natsume de qualquer maneira, mas tem medo de que será apenas um fardo por causa de sua fraca capacidade.
Tooru Taki (多軌透)
Dublado por: Rina Satō
Uma garota nova na escola, que raramente fala por causa de uma maldição de um espírito colocou sobre ela, que Natsume mais tarde a ajuda a quebrar. Ela não pode realmente ver espíritos, mas ela pode com um círculo mágico que ela desenha com uma vara. Um dos amigos de Natsume, Nishimura, tem uma queda por ela, mas acha que ela e Natsume estão saindo. Taki, como Tanuma, quer ajudar Natsume de qualquer maneira possível.
Jun Sasada (笹田纯)
Dublado por: Miyuki Sawashiro
O presidente da sala de aula de Natsume. Sasada acredita que Natsume pode ver espíritos, embora ele nega repetidamente isso com ela. Para desgosto de Natsume, ela frequentemente tenta acompanhá-lo quando ele está em negócios que envolvam espíritos. Ela é uma personagem recorrente no anime; no mangá, ela raramente é vista, devido à transferência para outra escola por causa do trabalho de seu padrasto.
Shuuichi Natori (名取周一)
Dublado por: Akira Ishida
Um homem que também é capaz de ver espíritos. Ele é um ator famoso e exorcista, tem um lagarto como marca de nascença que se move em torno de seu corpo. Ele tem a capacidade de manipular bonecas de papel e tem três espíritos sob seu comando. Natsume tende a desaprovar seus métodos de exorcismo. Quando Natori é introduzido pela primeira vez, ele odiava espíritos por sua infância horrível. Mas, após encontrar com Natsume, ele muda gradualmente, embora os seus métodos não tenham mudado muito.